# Elettrodotto Italia-Malta

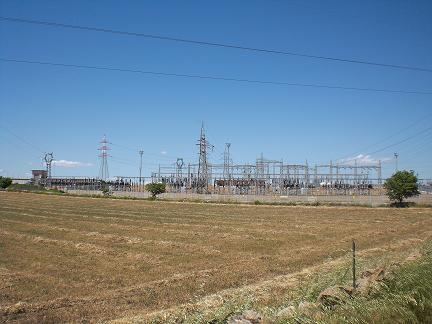
La sottostazione elettrica di Ragusa.

L'elettrodotto Italia–Malta è un cavo di interconnessione elettrica sottomarino, che attraversa il canale di Malta unendo la rete elettrica italiana a quella maltese con una trasmissione massima di potenza pari a 2 × 225 MW. L'elettrodotto ha due terne di cavi per trasmissione di energia elettrica a 220 kV in corrente alternata dimensionati con una sezione di 10 cm² e raggiunge la profondità massima di 160 metri nel suo percorso tra la Sicilia e Malta.
La gestione commerciale del cavo di interconnessione è affidata ad Enel Trade.

## Storia

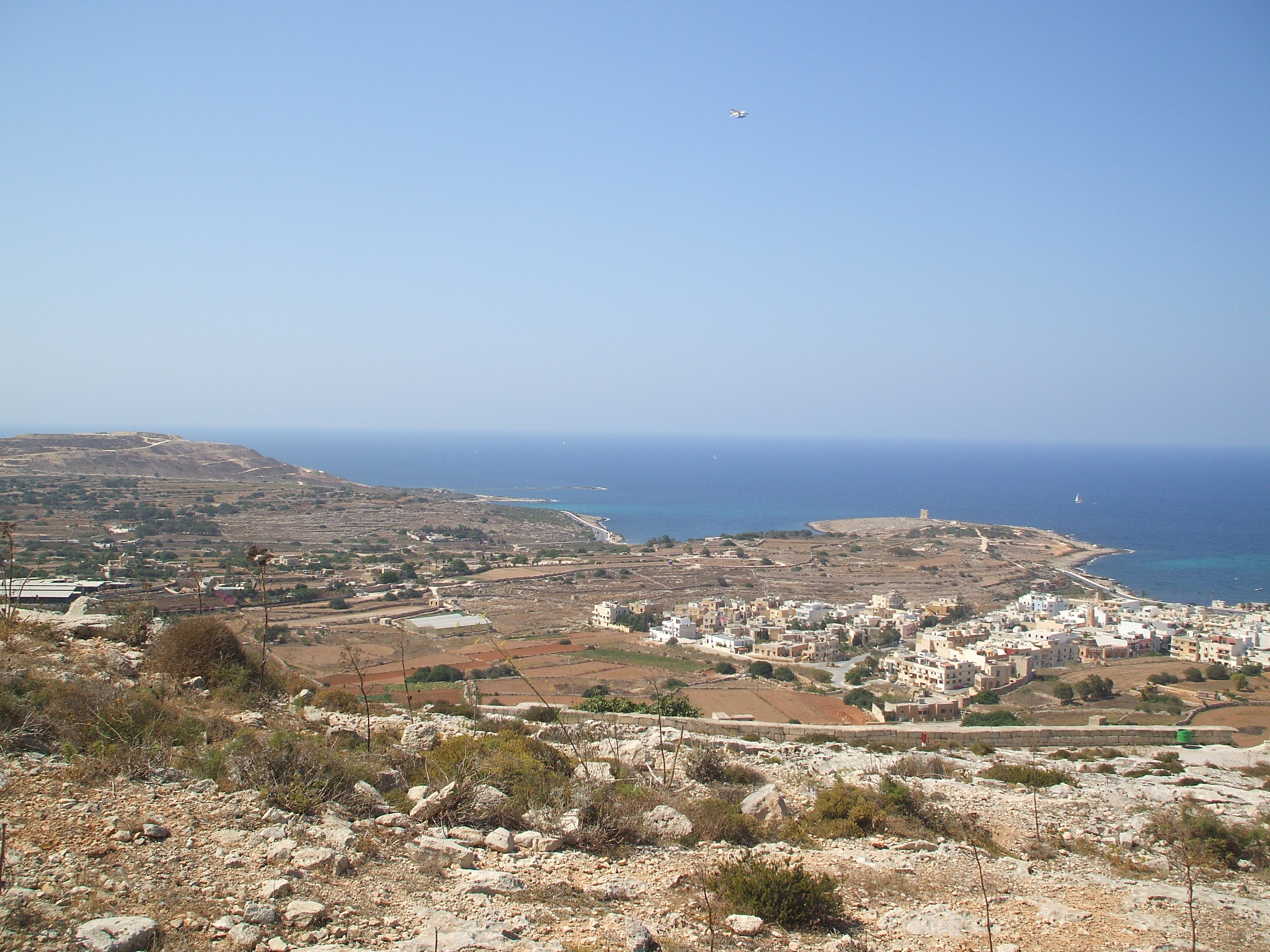
Al centro la baia di Qalet Marku, terminale maltese del cavo marino.

Per soddisfare i requisiti della normativa europea, Malta aveva necessità di ridurre la produzione di energia prodotta alla centrale termoelettrica di Marsa e compensare la riduzione importando elettricità dalla Sicilia dove vi era storicamente una produzione superiore al fabbisogno regionale.
Il progetto di interconnessione tra Malta e la Sicilia faceva parte del TEN-E.
- 2008 giugno, l'Enemalta assegna l'incarico per uno studio per una linea Sicilia–Malta alla compagnia italiana Terna.[6]
- 2009 dicembre, il primo bando pubblico viene cancellato per mancanza dei requisiti dei partecipanti.
- 2010 luglio, Enemalta fa richiesta ed ottiene autorizzazione per trattativa diretta con 4 compagnie private.
- 2010 dicembre, la compagnia francese Nexan si aggiudica il contratto per l'elettrodotto Italia–Malta.[7]
- 2011 luglio, Ministero dell'ambiente italiano rilascia lo studio impatto ambientale.[8]
- 2012 febbraio, viene commissionato alla compagnia svedese MMT un contratto per i sondaggi sottomarini per una fascia di 80 m tra Marina di Ragusa e Qalet Marku.[9]
- 2014, 23 settembre, la nave norvegese Nexans Skagerrak posa sul fondo del canale di Malta il cavo di collegamento tra le due nazioni.[10]
- 2015, 9 aprile, Cerimonia di inaugurazione dell'interconnettore elettrico tra Malta e Italia (Maghtab).[11][12]

## Percorso

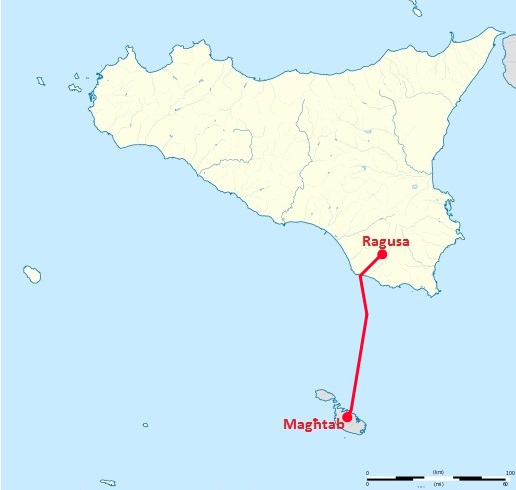
Percorso dell'elettrodotto Italia-Malta.

L'elettrodotto ha inizio dall'impianto della sottostazione elettrica di Ragusa e per i primi 19,1 km è interrato lungo la SP 81 fino a una cameretta di giunzione tra cavi terrestri e cavi marini a Marina di Ragusa. Dalla camera di giunzione i cavi marini si sviluppano per circa 96 km sul fondo del mare, di cui 26 km nelle acque territoriali italiane, giungendo fino alla costa di Malta in località Qalet Marku nel territorio di Nasciaro. Da qui parte un ulteriore percorso di circa 1 km con cavo interrato in trincea fino alla futura sottostazione elettrica di Magħtab. Il progetto per la costruzione del cavo, finanziato in parte dall'Unione europea, prevedeva costi di 200 milioni di euro.

## Siti
| Sito                                                  | Coordinate            |
| ----------------------------------------------------- | --------------------- |
| Sottostazione elettrica di Ragusa                     | 36°52′47″N 14°40′53″E |
| Terminale italiano cavo sottomarino, Marina di Ragusa | 36°46′48″N 14°34′10″E |
| Terminale maltese cavo sottomarino, Qalet Marku       | 35°56′36″N 14°26′59″E |
| Sottostazione elettrica di Magħtab                    | 35°56′19″N 14°26′17″E |